# Movimiento Apertura
Apertura o Apertura a la Participación Nacional es un partido político venezolano de centro, fundado el 20 de marzo de 1997.

## Fundación
Entre sus fundadores se encuentra el fallecido expresidente Carlos Andrés Pérez y algunos de sus simpatizantes políticos, con una militancia variopinta que incluyó a personas independientes de los partidos tradicionales de tendencia tecnocrática y también algunos disidentes socialdemócratas de Acción Democrática. Sus fundamentos ideológicos lo colocan por lo general en posiciones opuestas a la administración de Hugo Chávez.
En las elecciones presidenciales venezolanas de 1998, Apertura presentó como candidato a Miguel Rodríguez Fandeo, quien había sido Ministro de Planificación durante el segundo gobierno de Carlos Andrés Pérez, obteniendo sólo un 0,30% de los votos y quedando en quinto lugar en las votaciones para presidente de la República, pero consiguiendo un senador por el estado Táchira —el propio Pérez— además de tres escaños en el ahora extinto Congreso de la República. Luego de disuelto el Congreso, en las elecciones celebradas para elegir diputados a la Asamblea Nacional Constituyente de Venezuela de 1999 el partido presentó a Pérez, quien esta vez no resultó elegido. En las elecciones presidenciales de 2006, Apertura decidió apoyar al candidato opositor Manuel Rosales. El partido obtuvo un 0,22% de los votos nacionales.

## Resultados

### Elecciones presidenciales
|  | 0.30 % |

|  | 0.22 % |

### Elecciones parlamentarias
|  | 1.5 % |

|  | 2.4 % |

|  | 0.01 % |